# Polygonia oreas
Espèce
Polygonia oreas est une espèce de lépidoptères de la famille des Nymphalidae, de la sous-famille des Nymphalinae, de la tribu des Nymphalini et du genre Polygonia.

## Dénomination
Polygonia oreas a été décrit par William Henry Edwards en 1869 sous le nom de Grapta oreas.
Synonymes : Nymphalis oreas (Edwards, 1869) ; Grapta oreas Edwards, 1869 ; Grapta silvius Edwards, 1874 .

### Sous-espèces
- Polygonia oreas oreas
- Polygonia oreas satellow (Scott, 2006)
- Polygonia oreas silenus (Edwards, 1870)
- Polygonia oreas threatfuli (Guppy et Shepard, 2001)[1].

### Noms vernaculaires
Polygonia oreas se nomme Oreas Anglewing ou Sylvan Anglewing ou Oreas Comma en anglais,.

## Description
Polygonia oreas est un papillon aux ailes très découpées, comme tous les Polygonia. Le dessus est de couleur fauve orange brillant à bordure marron et ligne submarginale de taches claires avec une ornementation de quelques grandes taches marron dont certaines sont fusionnées, en particulier près du bord costal des antérieures.
Le revers, finement strié de marron foncé et plus clair, est une livrée cryptique, le faisant passer pour une feuille morte. La marque argentée à l'aile postérieure est en forme de chevron. Son envergure est comprise entre 42 et 52 mm,.

### Chenille
La chenille est marron jaunâtre, ornée de lignes plus foncées et d'épines jaunes ou noires.

## Biologie

### Période de vol et hivernation
Polygonia oreas vole d'avril à octobre en une génération par an.
Les imagos hivernent et volent à nouveau en avril ou même plus tôt en cas de journées ensoleillées. Ils pondent et la génération suivante émerge en juin et vole jusqu'en octobre hiverne et se réveille au printemps en avril.

### Plantes hôtes
Les plantes hôtes des chenilles sont des Ribes dont Ribes divaricatum

## Écologie et distribution
Il est présent dans le nord-ouest de l'Amérique du Nord, en Alaska, au Canada en Colombie-Britannique, aux USA dans l'État de Washington, le Montana, le nord de l'Idaho, de l'Utah et de l'Oregon le nord-est du Wyoming et en Californie,.

### Biotope
Il réside en montagne et dans les canyons,.

### Protection
Pas de statut de protection particulier pour la forme nominale..